# Express FC
Express FC is een Oegandese voetbalclub uit de hoofdstad Kampala.
De club werd opgericht in 1957 door Jolly Joe Kiwanuka, eigenaar van de krant Oeganda Daily.

## Erelijst
Landskampioen
1974, 1975, 1988, 1989, 1993, 1995, 1996
Beker van Oeganda
Winnaar: 1985, 1991, 1992, 1994, 1995, 1997, 2001, 2003, 2006, 2007
Finalist: 1988, 1989, 2002, 2004
CECAFA Cup voor clubs
Finalist: 1994, 1995